# جامعة مولاي إسماعيل
جامعة مولاي إسماعيل هي جامعة مغربية تأسست يوم 23 أكتوبر 1989 بمدينة مكناس، وانضمت إليها عندئذ كل من كلية العلوم وكلية الآداب والعلوم الإنسانية بمكناس.

## مهام الجامعة
المهام الرئيسية لجامعة مولاي إسماعيل هي:
- المساهمة في تعميق الهوية الإسلامية والوطنية،
- التكوين الأساسي والتكوين المستمر،
- تنمية ونشر العلم والمعرفة والثقافة،
- إعداد الشباب للاندماج في الحياة العملية خاصة بواسطة تنمية المهارات،
- البحث العلمي والتكنولوجي،
- القيام بمهام أعمال الخبرة،
- المساهمة في التنمية الشاملة للبلاد،
- المساهمة في تطوير الحضارة الإنسانية، وتختص جامعة مولاي إسماعيل بصفة أساسية بتدريس جميع أصناف التعليم والتكوينات الأساسية وبتحضير الشهادات المتعلقة بذلك وبتسليمها.

وتنظم التكوينات المستمرة لفائدة المندمجين أو غير المندمجين في الحياة العملية قصد تلبية حاجات فردية أو جماعية.

## الكليات[3]
| المؤسسة                                              | تاريخ التأسيس | الموقع الإلكتروني                                    |
| ---------------------------------------------------- | ------------- | ---------------------------------------------------- |
| كلية العلوم بمكناس                                   | 1982          | fs                                                   |
| كلية الآداب والعلوم الإنسانية بمكناس                 | 1982          | flsh                                                 |
| المدرسة العليا للأساتذة بمكناس                       | 1983          | ens                                                  |
| كلية العلوم القانونية والاقتصادية والاجتماعية بمكناس | 1993          | fsjes                                                |
| المدرسة العليا للتكنولوجيا بمكناس                    | 1993          | est نسخة محفوظة 13 يونيو 2018 على موقع واي باك مشين. |
| كلية العلوم والتقنيات بالرشيدية                      | 1994          | fste                                                 |
| المدرسة الوطنية العليا للفنون والمهن بمكناس          | 1997          | ensam                                                |
| الكلية المتعددة التخصصات بالرشيدية                   | 2006          | fpe                                                  |
| المدرسة الوطنية للتجارة والتسيير بمكناس              | 2019          | encg                                                 |
| كلية الطب والصيدلة بالرشيدية                         | 2023          | -                                                    |

## أعلام
- سعيد بنكراد: باحث ومفكر ومترجم مغربي، متخصص في السيميائيات.[5]
- إبراهيم القادري بوتشيش: أكاديمي وباحث ومؤرخ مغربي.[6]

## وصلات خارجية
- بوابة جامعة مولاي إسماعيل